# Conrad Miret i Musté
Conrad Miret i Musté (Barcelona, 15 d'abril de 1906 - París, 27 de febrer de 1942) va ser un comunista català. Refugiat a l'Estat francès l'any 1939, es va distingir com a membre de la Resistència francesa i va morir assassinat a la presó de la Santé de París.

## Biografia
Conrad Miret és el germà d'un altre gran protagonista de la resistència contra la invasió nazi, Josep Miret, un any més jove que ell. Va ser un gran esportista que va jugar a l'equip de rugbi del Futbol Club Barcelona. Es va incorporar primer a la Unió Socialista de Catalunya i sota la dictadura de Primo de Rivera va haver de marxar a la clandestinitat, abans de participar en la fundació l'any 1936 del Partit Socialista Unificat de Catalunya, un partit comunista afiliat a Internacional Comunista.
Durant la Guerra Civil espanyola, va combatre a l'Exèrcit Popular de la República amb el grau de comandant al 2n Batalló de la 140a Brigada Mixta, primer a la batalla de Belchite, després en la defensa de Lleida i, finalment, a la batalla de l'Ebre abans de refugiar-se a França amb la seva unitat en el moment de La retirada el febrer de 1939. Va ser internat als camps de refugiats d'Argelers i de Sant Cebrià, al Rosselló, d'on aconseguiria fugir-ne.
Més endavant, va participar també en l'edició clandestina de fulls volanders i d'òrgans de premsa en català i es va oferir com a voluntari per a iniciar i liderar la primera guerrilla urbana que es va formar contra l'ocupació alemanya a la ciutat de París, on va dirigir unitats armades de sabotatge i es va encarregar de subministrar armament o fabricar explosius.
Arrestat cap al 12 de febrer de 1942 per les brigades especials del Govern de Vichy en col·laboració amb la Gestapo prop del Palau dels Invàlids de París, i lliurat a l'exèrcit nazi el 27 de febrer, va morir el mateix dia sota tortura. El seu cos va ser llançat a una fossa comuna del cementiri del municipi de Bagneux. La destrucció de part d'aquest cementiri durant la guerra va fer que la fossa comuna i les seves restes desapareguessin per sempre. Va ser reconegut amb el títol de Mort pour la France el 6 de maig de 2013.

## Homenatges públics

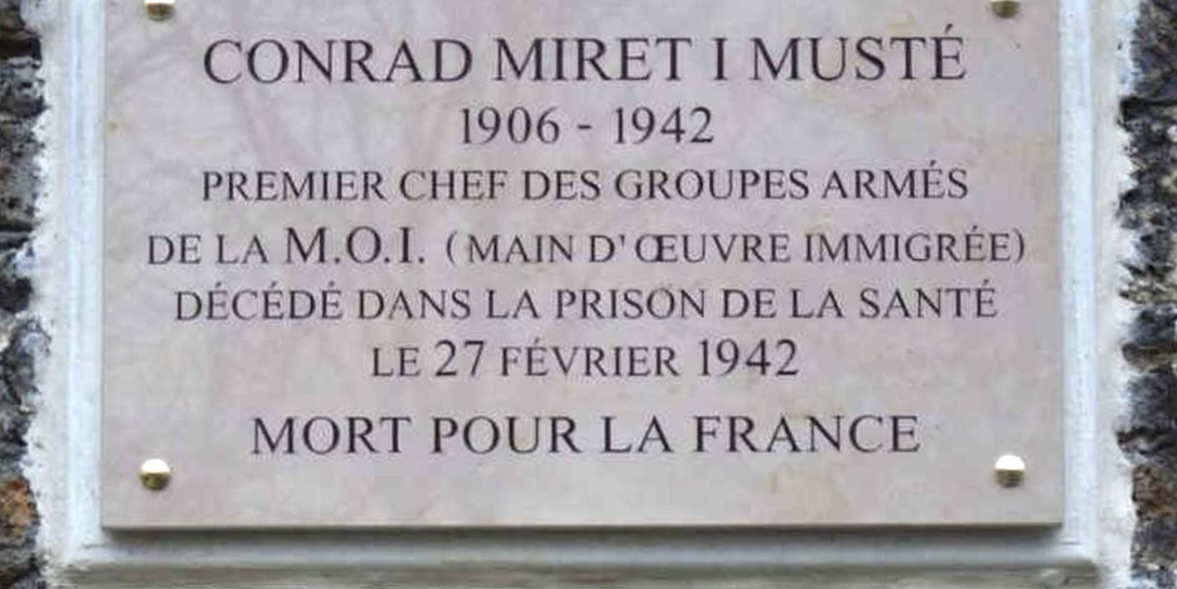
Placa oficial de París en homenatge a Conrad Miret

- Placa commemorativa, votada per unanimitat de tots els grups polítics del Consell de París l'any 2013, sobre els murs de la presó de la Santé del passeig Aragó, al 14è districte de París, on se'l recorda com a heroi de guerra.

- Placa d'homenatge al seu domicili l'any 2018, ubicat al número 68 del carrer d'Aribau de Barcelona.[6]